# Vlkov, Náchod
Vlkov là một làng thuộc huyện Náchod, vùng Královéhradecký, Cộng hòa Séc.